# Annalisa Coltortiová
Annalisa Coltortiová (* 16. února 1963 Jesi, Itálie) je bývalá italská sportovní šermířka, která se specializovala na šerm kordem. Itálii reprezentovala na přelomu osmdesátých a devadesátých let. V roce 1989 obsadila třetí místo na mistrovství světa v soutěži jednotlivkyň. S italským družstvem kordistek vybojovala v roce 1989 druhé a v roce 1990 třetí místo na mistrovství světa.